# Clypeaster rarispinus
Clypeaster rarispinus is een zee-egel uit de familie Clypeasteridae.
De wetenschappelijke naam van de soort werd in 1903 gepubliceerd door Johannes Cornelis Hendrik de Meijere.